# Спортивна гімнастика на літніх Олімпійських іграх 2004 — Колода (жінки)
Змагання у вправах на колоді в рамках турніру зі спортивної гімнастики на літніх Олімпійських іграх 2004 року відбулись 23 серпня 2004 року.

## Призери
| Золото                   | Срібло                | Бронза                      |
| Кетеліна Понор · Румунія | Карлі Паттерсон · США | Александра Еремія · Румунія |

### Фінал
| Місце | Гімнастка               | Стартова оцінка | Бразилія | Аргентина | Узбекистан | Фінляндія | Словенія | Франція | Штраф | Результат |
| ----- | ----------------------- | --------------- | -------- | --------- | ---------- | --------- | -------- | ------- | ----- | --------- |
|       | Кетеліна Понор (ROU)    | 10.00           | 9.80     | 9.80      | 9.80       | 9.75      | 9.75     | 9.80    | —     | 9.787     |
|       | Карлі Паттерсон (USA)   | 10.00           | 9.80     | 9.75      | 9.80       | 9.75      | 9.75     | 9.80    | —     | 9.775     |
|       | Александра Еремія (ROU) | 10.00           | 9.70     | 9.70      | 9.70       | 9.65      | 9.70     | 9.70    | —     | 9.700     |
| 4     | Анна Павлова (RUS)      | 10.00           | 9.55     | 9.65      | 9.70       | 9.55      | 9.50     | 9.60    | —     | 9.587     |
| 5     | Кортні Купец (USA)      | 9.80            | 9.40     | 9.50      | 9.30       | 9.25      | 9.35     | 9.45    | —     | 9.375     |
| 6     | Жань Нан (CHN)          | 10.00           | 9.25     | 9.25      | 9.25       | 9.20      | 9.20     | 9.25    | —     | 9.237     |
| 7     | Лі Я (CHN)              | 9.80            | 9.05     | 9.10      | 9.05       | 9.05      | 8.90     | 9.05    | —     | 9.050     |
| 8     | Аллана Слатер (AUS)     | 9.70            | 8.75     | 8.75      | 8.75       | 8.75      | 8.75     | 8.70    | —     | 8.750     |